# Repräsentantenhaus des Jemen
Das Repräsentantenhaus des Jemen (arabisch مجلس النواب اليمني Madschlis an-Nuwwāb al-Yamanī) ist das Parlament der Republik Jemen.
In das Parlament werden insgesamt 301 Abgeordnete für jeweils sechs Jahre gewählt. 
Nach der Wiedervereinigung 1990 von Südjemen (Demokratische Volksrepublik Jemen) und Nordjemen (Jemenitische Arabische Republik) fanden Parlamentswahlen statt im Jahr 1993, 1997 und 2003.

Repräsentantenhauswahl 2003:
Allgemeiner Volkskongress (238)
Al-Islah (46)
Jemenitische Sozialistische Partei (8)
Bewegung Arabischer Nationalisten (Nasseristen) (3)
Baath-Partei (2)
Unabhängige Kandidaten (4)

Die für April 2009 geplanten Parlamentswahlen wurden zunächst auf 2011 verschoben, wurden jedoch nicht realisiert.
Im Februar 2015 übernahmen die Huthi-Rebellen offiziell die Macht über den Jemen und lösten das Parlament auf.
Das Parlament hatte seinen Sitz in der Hauptstadt Sanaa.